# IC 3013
IC 3013 ist eine Spiralgalaxie vom Hubble-Typ Sd im Sternbild Jungfrau auf der Ekliptik. Sie ist schätzungsweise 272 Millionen Lichtjahre von der Milchstraße entfernt und hat einen Durchmesser von etwa 70.000 Lichtjahren.
Im selben Himmelsareal befinden sich u. a. die Galaxien NGC 4083, NGC 4119, IC 3025, IC 3037.
Das Objekt wurde am 7. Mai 1904 von Royal Harwood Frost entdeckt.